# Mike Harrison
Michael Edward Harrison (Barnsley, 19 de abril de 1956) es un exjugador británico de rugby que se desempeñaba como wing.

## Carrera
Desarrolló toda su carrera en Wakefield RFC con el que jugó desde su debut en 1977 (luego de un grave accidente de tránsito que no lo alejó de las canchas por dos años) a su retiro con 36 años en 1992. Su gran habilidad de piernas y velocidad se debía a su afición al atletismo donde se destacó en carrera de velocidad y carreras de vallas.

## Selección nacional
Fue convocado al XV de la Rosa por primera vez en 1985 con 29 años y en 1987 fue elegido capitán liderando el equipo hasta su última convocatoria en 1988. En total jugó 15 partidos y marcó ocho tries (32 puntos de aquel tiempo).

### Participaciones en Copas del Mundo
Disputó la Copa del Mundo de Nueva Zelanda 1987 siendo el capitán de los ingleses.
| Mundial                       | Sede          | Resultado        | PJ | Tries |
| ----------------------------- | ------------- | ---------------- | -- | ----- |
| Copa Mundial de Rugby de 1987 | Nueva Zelanda | Cuartos de final | 4  | 5     |